# Densification urbaine

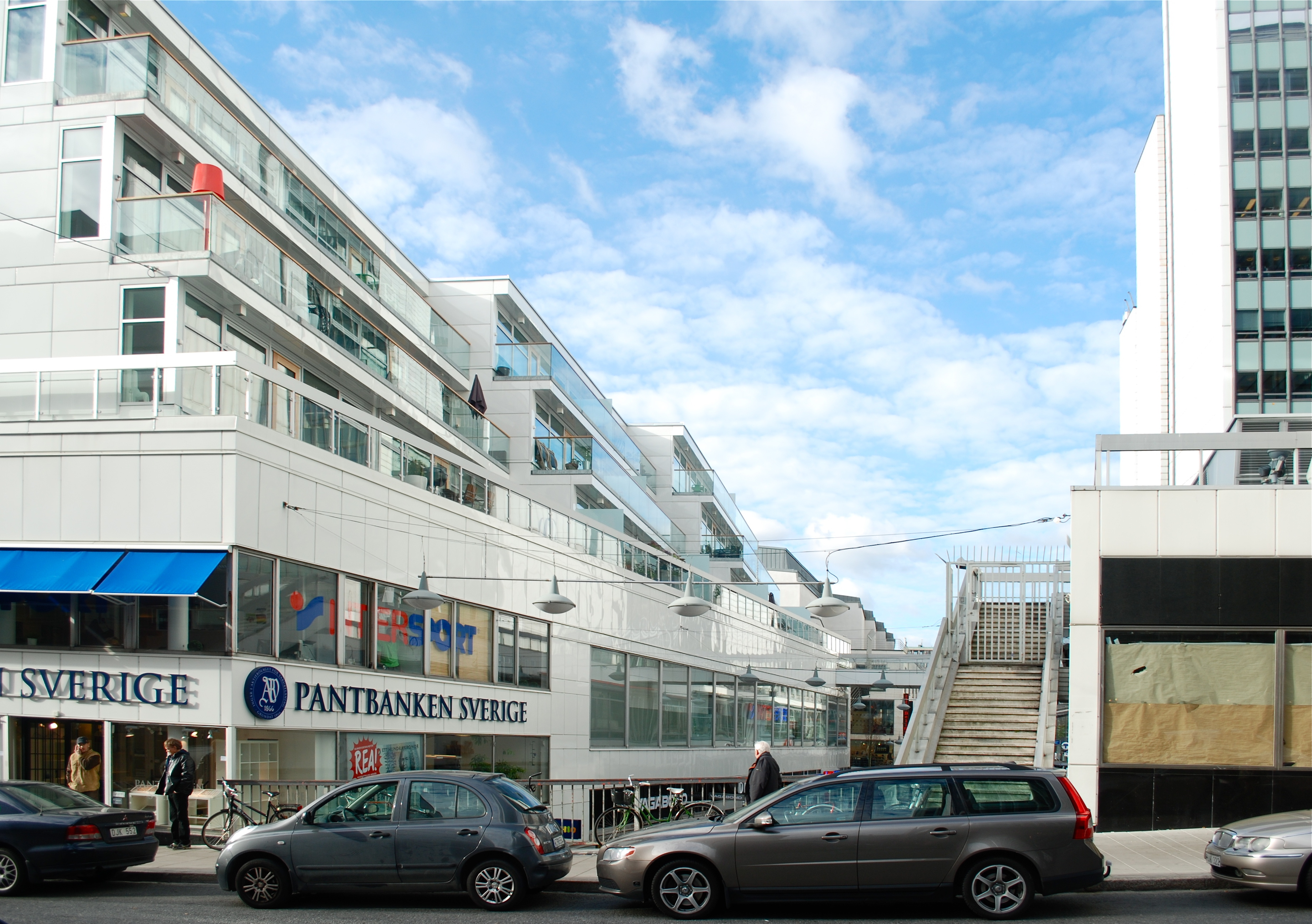
De nouveaux appartements créés sur les toits des immeubles commerciaux modernistes, au centre de Stockholm, permettent de densifier l'habitat.

La densification urbaine consiste à faire vivre une population plus nombreuse dans un même espace urbain. Par exemple, on densifie la ville en remplaçant l'habitat individuel (petites maisons unifamiliales) par de l'habitat collectif (avec des immeubles de plusieurs appartements).
À différentes époques (époque des grands ensembles des années 1950 aux années 1980, puis de l'urbanisme durable à partir des années 2000), la densification est présentée de toutes parts comme une nécessité, voire un progrès limitant les coûts, l'impact écologique, créant du lien social, notamment. C'est un des enjeux majeurs de la ville durable, qui doit lutter contre l'étalement urbain. La densification, qui est parfois un pendant de la désertification en d'autres lieux, peut néanmoins présenter des inconvénients pour la qualité de vie (si le projet ne préserve pas l'intimité…) et surtout pour la santé des habitants exposés à une densification excessive (par exemple à cause de la pollution à Paris ou Grenoble le long des axes routiers).

## Densification urbaine dans les grandes villes en France
Après les périodes fastes de l'habitat individuel dans des banlieues plus ou moins lointaines, dans les années 1980 et 1990, on a assisté, un moment, à un retour en grâce dans les années 2000 des immeubles de grande hauteur dans les grandes villes. Plus globalement, les projets portés dans la continuité de la prise de conscience de l'enjeu de la ville durable, dans la foulée du Grenelle de l'Environnement (2007) notamment, s'inscrivent dans cette démarche ; c'est par exemple le cas des préconisations du Grand Paris.
Les nouveaux immeubles sont souvent implantés sur des zones à requalifier, comme les friches industrielles. Par ce système de densification urbaine, on cherche à augmenter la rentabilité des services urbains (réseaux d'eau, d'assainissement, transports urbains, etc.) et par là accroître la compétitivité des villes, particulièrement importante dans un contexte de mondialisation et de métropolisation. Il faut cependant noter que les grands immeubles sont plutôt consommateurs en énergie (climatisation, montée de l'eau dans les étages, ascenseurs…). De plus, à Toronto on constate un abus de densification avec des tours de 30 ou 40 étages là où les transports en commun sont déjà saturés[réf. nécessaire].
Afin d'éviter les erreurs de la densification urbaine des années 1950 à 80 (grands ensembles), ce système doit s'accompagner d'une mixité fonctionnelle et sociale, et d'une qualité environnementale des constructions comme du quartier (isolation thermique, acoustique, optimisation des apports solaires en lumière et chaleur, plantations…).

## Densification urbaine dans les autres communes
Pour les villes moyennes mais aussi en milieu rural, l'Habitat intermédiaire (constructions semi-collectives à étages, avec des accès individualisés et des espaces extérieurs en jardin ou terrasse pour chaque logement) ou groupé (mitoyen) est privilégié aux logements isolés sur leur parcelle. L'objectif est ici surtout de limiter les déplacements en voiture au profit de déplacements doux (piétons, cyclistes, etc.), d'économiser l'espace (notamment les terres agricoles), de protéger les paysages et de limiter les déperditions thermiques. La densification permet aussi de diversifier l'offre de logements, avec une part de parcelles plus petites pour les familles plus modestes, voire de dégager un revenu pour le ménage qui cède une partie de son terrain. La question du stationnement demeure souvent délicate dans ce type de projet.
Des réflexions portent aujourd'hui sur la densification des quartiers pavillonnaires en milieu péri-urbain et rural, notamment à travers le projet Bimby porté par l'Agence nationale de la recherche et proposant aux propriétaires des entretiens individuels pour évaluer les besoins et opportunités individuelles d'évolution de leur parcelle. D'autres portent sur le renouvellement urbain en cœur de bourg, qui ne concerne pas que les grandes villes, mais aussi le bâti vacant des villes et villages (anciennes fermes, logements vacants, anciennes écoles…) et les friches.

## Traduction réglementaire
- La loi du 13 décembre 2000 relative à la solidarité et au renouvellement urbains a introduit les notions d'« équilibre entre le renouvellement urbain, un développement urbain maîtrisé, le développement de l'espace rural, d'une part, et la préservation des espaces affectés aux activités agricoles et forestières et la protection des espaces naturels et des paysages, d'autre part, en respectant les objectifs du développement durable » et « une utilisation économe et équilibrée des espaces naturels, urbains, périurbains et ruraux, la maîtrise des besoins de déplacement et de la circulation automobile […] » (article L121-1). La loi d'engagement national pour l'environnement ou Grenelle II complète le code de l'urbanisme avec une obligation de densification dans certains secteurs, et la création d'un versement pour sous-densité.
- Certains schéma de cohérence territoriale (SCOT) comme ceux de Rennes Métropole ou de Montpellier Agglomération préconisent une densification urbaine pour lutter contre l'étalement urbain. A Rennes, cela se traduit dans le concept de la « ville archipel » : la ville est considérée comme une île entourée d'un océan de nature et de terres agricoles qu'il faut préserver; l'urbanisation linéaire qui ferait se rejoindre deux centre-ville est exclue.
- Les plans locaux d'urbanisme (PLU) permettent de fixer des COS (coefficient d'occupation des sols) mais ceux-ci donnent une valeur de densité maximale et non minimale. Le seul moyen d'introduire actuellement de la densité dans les PLU est de prendre en compte en priorité les possibilités de construction en zone urbaine (dents creuses, requalifications), de limiter les zones à urbaniser et d'ajouter des orientations d'aménagement. Avec la loi Grenelle II, il est possible d'introduire des possibilités de densité minimale dans certaines zones des PLU. Le PLU de la ville de Paris a été modifié en 2008 afin d'augmenter les hauteurs de bâtiment autorisées, et ce afin de permettre la création de grandes tours.
- Le projet de réforme de l'urbanisme engagé par Cécile Duflot, ministre de l'égalité des territoires et du logement, qui s'articule en deux projets de loi sur le logement et l'urbanisme, entend lutter contre l'artificialisation des sols et l'étalement urbain en promouvant la densification urbaine et en « [construisant] plus, mais pas n’importe où »[4]. Concrètement, cette nouvelle législation doit favoriser la transformation des bureaux vacants en logements et la surélévation des immeubles les plus bas d'un à deux étages.

Les avantages de la densification urbaine sont multiples : moins de temps perdu dans les transports par le rapprochement des lieux d'habitation, de travail et de loisirs, meilleur taux d'utilisation des transports en commun, moins de pression des banlieues sur l'environnement, renforcement des liens sociaux, économies d'énergie (transport, chauffage, etc.), densification des réseaux et des services de proximité…
Des voix s'élèvent pourtant contre ce flux d'optimisme : la santé individuelle et collective souffrent de la massification qui résultent d'une densification trop importante, les gains sont plutôt d'ordre financier (lois de dégrèvement fiscal, expansion économique des grands promoteurs immobiliers) qu'écologique.